# Neighborhood Watch
Neighborhood Watch – trzeci album studyjny amerykańskiej grupy hip-hopowej Dilated Peoples, wydany 6 kwietnia 2004.

## Twórcy
- Michael „Evidence” Perretta – śpiew
- Rakaa „Rakaa Iriscience” Taylor – śpiew
- Chris „DJ Babu” Oroc – DJ/Scratch

## Lista utworów
1. „Marathon”
2. „Neighborhood Watch”
3. „Tryin' to Breathe”
4. „Caffeine”
5. „Who's Who”
6. „Poisonous” (feat. Devin the Dude)
7. „Reach Us”
8. „Big Business”
9. „Love & War”
10. „1580 (Skit)"
11. „World on Wheels”
12. „Closed Session” (feat. Defari, Phil Da Agony, Planet Asia)
13. „This Way” (feat. Kanye West)
14. „DJ Babu in Deep Concentration”

## Teledyski
- „This Way” – Dave Meyers, 2004